# La Neuville-à-Maire
La Neuville-à-Maire är en kommun i departementet Ardennes i regionen Grand Est (tidigare regionen Champagne-Ardenne) i nordöstra Frankrike. Kommunen ligger  i kantonen Raucourt-et-Flaba som ligger i arrondissementet Sedan. År 2022 hade La Neuville-à-Maire 111 invånare.

## Befolkningsutveckling
Antalet invånare i kommunen La Neuville-à-Maire
Referens: INSEE